# Lil Uzi Vert
Simir Vuds (rođen 31. jula 1995. godine), poznat i kao Lil Uzi Vert, američki je reper, pevač i tekstopisac. Rođen je i odrastao u Filadelfiji. Lil Uzi je stekao priznanje nakon objavljivanja komercijalnog albuma "Luv is Rage" 2015. godine, koji je doveo do potpisivanja ugovora sa Atlantik Rekordsom. Privukao je mejnstrim pažnju nakon izlaska njegovog debitantskog singla "Money Longer" u 2016. godini, koji je dostigao 54. mesto na .

## Дискографија

### Студијски албуми
| Luv Is Rage 2                                                                  | - Објављен: 25. август 2017. - Издавачке куће: Generation Now, Atlantic - Формати: CD, плоча, касета, дигитално преузимање | 1 | 1 | 1 |
| Eternal Atake                                                                  | - Објављен: 6. март 2017. - Издавачке куће: Generation Now, Atlantic - Формати: CD, плоча, стриминг, дигитално преузимање  | 1 | 1 | 1 |
| Pink Tape                                                                      | - Oбјављен: 30. јун 2023. - Издавачке куће: Generation Now, Atlantic - Формати: CD, плоча, стриминг, дигитално преузимање  | 1 | 1 | 1 |
| Eternal Atake 2                                                                | - Објављен: 1. новембар 2024. - Издавачке куће: Generation Now, Atlantic - Формати: дигитално преузимање, стриминг         | 3 | 2 | 2 |
| "—" значи да албум није доспео на листе или није био објављен на том подручју. | |   |   |   |

### Микстејпови
| Наслов                                                                         | Детаљи | Највиша позиција на листи | Највиша позиција на листи | Највиша позиција на листи |
| Наслов                                                                         | Детаљи | САД                       | САД R&B/Hip-Hop           | САД Реп                   |
| ------------------------------------------------------------------------------ | --- | ------------------------- | ------------------------- | ------------------------- |
| Luv Is Rage                                                                    | - Објављен: 30. октобар 2015. - Издавачке куће: Generation Now, Atlantic - Формат: плоча, стриминг, дигитално преузимање | —                         | —                         | —                         |
| Lil Uzi Vert vs. the World                                                     | - Објављен: 15. април 2016. - Издавачке куће: Generation Now, Atlantic - Формат: плоча, стриминг, дигитално преузимање   | 37                        | 18                        | 12                        |
| The Perfect LUV Tape                                                           | - Објављен: 31. јул 2016. - Издавачке куће: Generation Now, Atlantic - Формат: плоча, стриминг, дигитално преузимање     | 55                        | 20                        | 12                        |
| "—" значи да албум није доспео на листе или није био објављен на том подручју. | |                           |                           |                           |

### EP-еви
| Наслов      | Детаљи                                                                                             |
| ----------- | -------------------------------------------------------------------------------------------------- |
| Red & White | - Објављен: 22. јул 2022. - Издавачка кућа: Generation Now, Atlantic - Формат: CD, плоча, стриминг |